# Michael Farmer, Baron Farmer

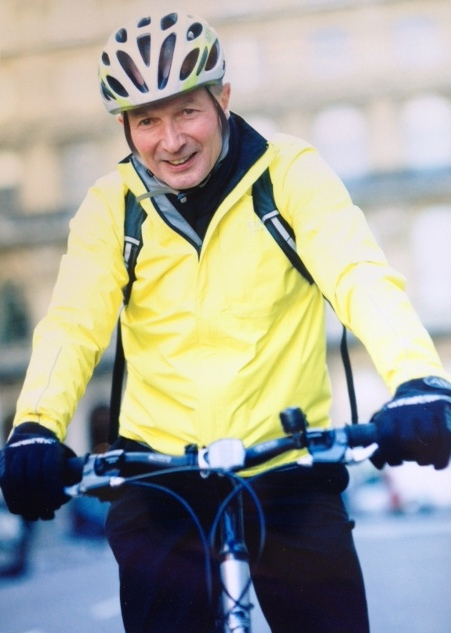
Michael Farmer, Baron Farmer, 2013

Michael Stahel Farmer, Baron Farmer (* 17. Dezember 1944) ist ein britischer Unternehmer und Schatzmeister der Conservative Party.
Farmer gehört zu den Gründungsmitgliedern der RK Mine Finance Group und ist ein Treuhänder des Kingham Hill Trust. Er spendete der Conservative Party mehr als 6,5 Millionen Pfund. Sein Sohn George war früher Mitglied des Bullingdon Club.
Im August 2014 wurde Michael Farmer als künftiger Life Peer des House of Lords nominiert. Am 5. September 2014 erfolgte dann auch seine Erhebung zum Peer als Baron Farmer, of Bishopsgate in the City of London.
Er besetzte 2013 mit einem Vermögen von über 170 Millionen Euro Platz 522 der reichsten Briten. Durch seinen Sohn George ist die amerikanische politische Kommentatorin Candace Owens seine Schwiegertochter.